# Motorrad-Weltmeisterschaft 2008
Die Motorrad-WM-Saison 2008 war die 60. in der Geschichte der FIM-Motorrad-Straßenweltmeisterschaft.
In der MotoGP-Klasse wurden 18, in der Klasse bis 250 cm³ 16 und in der 125 cm³-Klasse 17 Rennen ausgetragen.

## Punkteverteilung
Weltmeister wird derjenige Fahrer beziehungsweise der Hersteller, der bis zum Saisonende die meisten Punkte in der Weltmeisterschaft angesammelt hat. Bei der Punkteverteilung werden die Platzierungen im Gesamtergebnis des jeweiligen Rennens berücksichtigt. Die fünfzehn erstplatzierten Fahrer jedes Rennens erhalten Punkte nach folgendem Schema:
| Punkteverteilung | Punkteverteilung | Punkteverteilung | Punkteverteilung | Punkteverteilung | Punkteverteilung | Punkteverteilung | Punkteverteilung | Punkteverteilung | Punkteverteilung | Punkteverteilung | Punkteverteilung | Punkteverteilung | Punkteverteilung | Punkteverteilung | Punkteverteilung |
| ---------------- | ---------------- | ---------------- | ---------------- | ---------------- | ---------------- | ---------------- | ---------------- | ---------------- | ---------------- | ---------------- | ---------------- | ---------------- | ---------------- | ---------------- | ---------------- |
| Platz            | 1                | 2                | 3                | 4                | 5                | 6                | 7                | 8                | 9                | 10               | 11               | 12               | 13               | 14               | 15               |
| Punkte           | 25               | 20               | 16               | 13               | 11               | 10               | 9                | 8                | 7                | 6                | 5                | 4                | 3                | 2                | 1                |

## Wissenswertes
- Im Rennkalender stand gegenüber der Saison 2007 als einziges neu hinzugekommenes Rennen der Große Preis von Indianapolis. Der Große Preis der Türkei fand hingegen nicht mehr statt.
- Beim Großen Preis von Katar wurde zum ersten Mal in der Geschichte der Motorrad-WM ein Rennen bei Nacht und unter Flutlicht ausgetragen.[1]
- Das offizielle Computerspiel zur WM-Saison ist MotoGP 08.

## MotoGP-Klasse

### Rennergebnisse
|    | Datum  | Rennen                 | Strecke        | Platz 1         | Platz 2         | Platz 3          | Pole-Position   | Schn. Rennrunde | Gesamtführender Fahrer | Gesamtführendes Team | Gesamtführender Konstrukteur |
| -- | ------ | ---------------------- | -------------- | --------------- | --------------- | ---------------- | --------------- | --------------- | ---------------------- | -------------------- | ---------------------------- |
| 1  | 09.03. | GP von Katar           | Losail         | Casey Stoner    | Jorge Lorenzo   | Dani Pedrosa     | Jorge Lorenzo   | Casey Stoner    | Casey Stoner           | Fiat Yamaha Team     | Ducati                       |
| 2  | 30.03. | GP von Spanien         | Jerez          | Dani Pedrosa    | Valentino Rossi | Jorge Lorenzo    | Jorge Lorenzo   | Dani Pedrosa    | Dani Pedrosa           | Fiat Yamaha Team     | Honda                        |
| 3  | 13.04. | GP von Portugal        | Estoril        | Jorge Lorenzo   | Dani Pedrosa    | Valentino Rossi  | Jorge Lorenzo   | Jorge Lorenzo   | Jorge Lorenzo          | Fiat Yamaha Team     | Yamaha                       |
| 4  | 04.05. | GP von China           | Shanghai       | Valentino Rossi | Dani Pedrosa    | Casey Stoner     | Colin Edwards   | Valentino Rossi | Dani Pedrosa           | Fiat Yamaha Team     | Yamaha                       |
| 5  | 18.05. | GP von Frankreich      | Le Mans        | Valentino Rossi | Jorge Lorenzo   | Colin Edwards    | Dani Pedrosa    | Valentino Rossi | Valentino Rossi        | Fiat Yamaha Team     | Yamaha                       |
| 6  | 01.06. | GP von Italien         | Mugello        | Valentino Rossi | Casey Stoner    | Dani Pedrosa     | Valentino Rossi | Casey Stoner    | Valentino Rossi        | Fiat Yamaha Team     | Yamaha                       |
| 7  | 08.06. | GP von Katalonien      | Barcelona      | Dani Pedrosa    | Valentino Rossi | Casey Stoner     | Casey Stoner    | Dani Pedrosa    | Valentino Rossi        | Fiat Yamaha Team     | Yamaha                       |
| 8  | 22.06. | GP von Großbritannien  | Donington      | Casey Stoner    | Valentino Rossi | Dani Pedrosa     | Casey Stoner    | Casey Stoner    | Valentino Rossi        | Fiat Yamaha Team     | Yamaha                       |
| 9  | 28.06. | 78. Dutch TT           | Assen          | Casey Stoner    | Dani Pedrosa    | Colin Edwards    | Casey Stoner    | Casey Stoner    | Valentino Rossi        | Fiat Yamaha Team     | Yamaha                       |
| 10 | 13.07. | 72. GP von Deutschland | Sachsenring    | Casey Stoner    | Valentino Rossi | Chris Vermeulen  | Casey Stoner    | Casey Stoner    | Valentino Rossi        | Fiat Yamaha Team     | Yamaha                       |
| 11 | 20.07. | GP der USA             | Laguna Seca    | Valentino Rossi | Casey Stoner    | Chris Vermeulen  | Casey Stoner    | Casey Stoner    | Valentino Rossi        | Fiat Yamaha Team     | Yamaha                       |
| 12 | 17.08. | GP von Tschechien      | Brünn          | Valentino Rossi | Toni Elías      | Loris Capirossi  | Casey Stoner    | Casey Stoner    | Valentino Rossi        | Fiat Yamaha Team     | Yamaha                       |
| 13 | 31.08. | GP von San Marino      | Misano         | Valentino Rossi | Jorge Lorenzo   | Toni Elías       | Casey Stoner    | Valentino Rossi | Valentino Rossi        | Fiat Yamaha Team     | Yamaha                       |
| 14 | 14.09. | GP von Indianapolis    | Indianapolis   | Valentino Rossi | Nicky Hayden    | Jorge Lorenzo    | Valentino Rossi | Valentino Rossi | Valentino Rossi        | Fiat Yamaha Team     | Yamaha                       |
| 15 | 28.09. | GP von Japan           | Motegi         | Valentino Rossi | Casey Stoner    | Dani Pedrosa     | Jorge Lorenzo   | Casey Stoner    | Valentino Rossi        | Fiat Yamaha Team     | Yamaha                       |
| 16 | 05.10. | GP von Australien      | Phillip Island | Casey Stoner    | Valentino Rossi | Nicky Hayden     | Casey Stoner    | Nicky Hayden    | Valentino Rossi        | Fiat Yamaha Team     | Yamaha                       |
| 17 | 19.10. | GP von Malaysia        | Sepang         | Valentino Rossi | Dani Pedrosa    | Andrea Dovizioso | Dani Pedrosa    | Valentino Rossi | Valentino Rossi        | Fiat Yamaha Team     | Yamaha                       |
| 18 | 26.10. | GP von Valencia        | Valencia       | Casey Stoner    | Dani Pedrosa    | Valentino Rossi  | Casey Stoner    | Casey Stoner    | Valentino Rossi        | Fiat Yamaha Team     | Yamaha                       |

### Teams und Fahrer
| Nr. | Fahrer             | Team                    | Motorrad               | Reifen |
| --- | ------------------ | ----------------------- | ---------------------- | ------ |
| 1   | Casey Stoner       | Ducati Marlboro Team    | Ducati Desmosedici GP8 | B      |
| 2   | Dani Pedrosa 1     | Repsol Honda Team       | Honda RC212V           | M / B  |
| 4   | Andrea Dovizioso   | JiR Team Scot           | Honda RC212V           | M      |
| 5   | Colin Edwards      | Tech 3 Yamaha           | Yamaha YZR-M1          | M      |
| 7   | Chris Vermeulen    | Rizla Suzuki MotoGP     | Suzuki GSV-R           | B      |
| 8   | Tadayuki Okada 2   | Repsol Honda Team       | Honda RC212V           | M      |
| 9   | Nobuatsu Aoki 3    | Rizla Suzuki MotoGP     | Suzuki GSV-R           | B      |
| 11  | Ben Spies 4        | Rizla Suzuki MotoGP     | Suzuki GSV-R           | B      |
| 12  | Jamie Hacking 5    | Kawasaki Racing Team    | Kawasaki Ninja ZX-RR   | B      |
| 13  | Anthony West       | Kawasaki Racing Team    | Kawasaki Ninja ZX-RR   | B      |
| 14  | Randy De Puniet    | Honda LCR               | Honda RC212V           | M      |
| 15  | Alex De Angelis    | San Carlo Honda Gresini | Honda RC212V           | B      |
| 21  | John Hopkins       | Kawasaki Racing Team    | Kawasaki Ninja ZX-RR   | B      |
| 24  | Toni Elías         | Alice Team              | Ducati Desmosedici GP8 | B      |
| 33  | Marco Melandri     | Ducati Marlboro Team    | Ducati Desmosedici GP8 | B      |
| 46  | Valentino Rossi    | Fiat Yamaha Team        | Yamaha YZR-M1          | B      |
| 48  | Jorge Lorenzo      | Fiat Yamaha Team        | Yamaha YZR-M1          | M      |
| 50  | Sylvain Guintoli   | Alice Team              | Ducati Desmosedici GP8 | B      |
| 52  | James Toseland     | Tech 3 Yamaha           | Yamaha YZR-M1          | M      |
| 56  | Shin’ya Nakano     | San Carlo Honda Gresini | Honda RC212V           | B      |
| 64  | Kousuke Akiyoshi 6 | Rizla Suzuki MotoGP     | Suzuki GSV-R           | B      |
| 65  | Loris Capirossi    | Rizla Suzuki MotoGP     | Suzuki GSV-R           | B      |
| 69  | Nicky Hayden       | Repsol Honda Team       | Honda RC212V           | M      |

| Legende         |
| --------------- |
| Stammfahrer     |
| Wildcard-Fahrer |
| Ersatzfahrer    |

| 1 Pedrosa wechselte nach dem Großen Preis von San Marino Von Michelin- zu Bridegestone-Reifen                                 |
| 2 Okada startete mit einer Wildcard in Italien                                                                                |
| 3 Aoki startete mit einer Wildcard in Malaysia                                                                                |
| 4 Spies ersetzte in Großbritannien den verletzten Loris Capirossi und startete mit einer Wildcard in den USA und Indianapolis |
| 5 Hacking ersetzte in den USA den verletzten John Hopkins                                                                     |
| 6 Akiyoshi startete mit einer Wildcard in Japan                                                                               |

### Fahrerwertung
| WM-Platz | Fahrer           | Motorrad | QAT | ESP | POR | CHN | FRA | ITA | CAT | GBR | NED | GER | USA | CZE | SMR | IND | JPN | AUS | MAL | VAL | Punkte |
| -------- | ---------------- | -------- | --- | --- | --- | --- | --- | --- | --- | --- | --- | --- | --- | --- | --- | --- | --- | --- | --- | --- | ------ |
| 1        | Valentino Rossi  | Yamaha   | 11  | 20  | 16  | 25  | 25  | 25  | 20  | 20  | 5   | 20  | 25  | 25  | 25  | 25  | 25  | 20  | 25  | 16  | 373    |
| 2        | Casey Stoner     | Ducati   | 25  | 5   | 10  | 16  | 0   | 20  | 16  | 25  | 25  | 25  | 20  | Ret | Ret | 13  | 20  | 25  | 10  | 25  | 280    |
| 3        | Dani Pedrosa     | Honda    | 16  | 25  | 20  | 20  | 13  | 16  | 25  | 16  | 20  | Ret | Inj | 1   | 13  | 8   | 16  | Ret | 20  | 20  | 249    |
| 4        | Jorge Lorenzo    | Yamaha   | 20  | 16  | 25  | 13  | 20  | Ret | Inj | 10  | 10  | Ret | Ret | 6   | 20  | 16  | 13  | 13  | Ret | 8   | 190    |
| 5        | Andrea Dovizioso | Honda    | 13  | 8   | Ret | 5   | 10  | 8   | 13  | 11  | 11  | 11  | 13  | 7   | 8   | 11  | 7   | 9   | 16  | 13  | 174    |
| 6        | Nicky Hayden     | Honda    | 6   | 13  | Ret | 10  | 8   | 3   | 8   | 9   | 13  | 3   | 11  | Inj | DNS | 20  | 11  | 16  | 13  | 11  | 155    |
| 7        | Colin Edwards    | Yamaha   | 9   | Ret | 13  | 9   | 16  | 11  | 11  | 13  | 16  | Ret | 2   | 2   | 6   | 1   | 9   | 8   | 8   | 10  | 144    |
| 8        | Chris Vermeulen  | Suzuki   | 0   | 6   | 8   | Ret | 11  | 6   | 9   | 8   | 9   | 16  | 16  | 10  | 11  | 7   | Ret | 1   | 7   | 13  | 128    |
| 9        | Shin’ya Nakano   | Honda    | 3   | 7   | 6   | 6   | 6   | 7   | 7   | 7   | 8   | 7   | 6   | 13  | 4   | 0   | 8   | 11  | 11  | 9   | 126    |
| 10       | Loris Capirossi  | Suzuki   | 8   | 11  | 7   | 7   | 9   | 9   | Ret | Inj | Inj | 9   | 1   | 16  | 9   | 0   | 10  | 6   | 9   | 9   | 118    |
| 11       | James Toseland   | Yamaha   | 10  | 10  | 9   | 4   | Ret | 10  | 10  | 0   | 7   | 5   | 7   | 3   | 10  | 0   | 5   | 10  | Ret | 5   | 105    |
| 12       | Toni Elías       | Ducati   | 2   | 1   | 4   | 8   | 5   | 4   | DQ  | 5   | 4   | 4   | 9   | 20  | 16  | 4   | 0   | 5   | 1   | 0   | 92     |
| 13       | Sylvain Guintoli | Ducati   | 1   | 0   | 2   | 1   | 3   | 5   | 3   | 3   | 6   | 10  | 4   | 4   | 5   | 9   | 2   | 2   | 3   | 4   | 67     |
| 14       | Alex De Angelis  | Honda    | Ret | 2   | 5   | 0   | 4   | 13  | Ret | 1   | Ret | 13  | 3   | 8   | Ret | 6   | 0   | Ret | 2   | 6   | 63     |
| 15       | Randy De Puniet  | Honda    | 7   | Ret | 1   | 3   | 7   | Ret | Ret | 4   | Ret | 8   | 10  | 0   | Ret | 3   | 4   | 7   | 6   | 1   | 61     |
| 16       | John Hopkins     | Kawasaki | 4   | 9   | 11  | 2   | Ret | Ret | 6   | Ret | DNS | Inj | Inj | 5   | 2   | 2   | 6   | 3   | 5   | 2   | 57     |
| 17       | Marco Melandri   | Ducati   | 5   | 4   | 3   | 11  | 1   | Ret | 5   | 0   | 3   | Ret | 0   | 9   | 7   | 0   | 3   | 0   | 0   | 0   | 51     |
| 18       | Anthony West     | Kawasaki | 0   | 3   | 0   | 0   | 2   | 1   | 4   | 6   | Ret | 6   | 0   | 11  | 3   | 5   | 1   | 4   | 4   | 0   | 50     |
| 19       | Ben Spies        | Suzuki   |     |     |     |     |     |     |     | 2   |     |     | 8   |     |     | 10  |     |     |     |     | 20     |
| 20       | Jamie Hacking    | Kawasaki |     |     |     |     |     |     |     |     |     |     | 5   |     |     |     |     |     |     |     | 5      |
| 21       | Tadayuki Okada   | Honda    |     |     |     |     |     | 2   |     |     |     |     |     |     |     |     |     |     |     |     | 2      |
| 22       | Nobuatsu Aoki    | Suzuki   |     |     |     |     |     |     |     |     |     |     |     |     |     |     |     |     | 0   |     | 0      |
|          | Kousuke Akiyoshi | Suzuki   |     |     |     |     |     |     |     |     |     |     |     |     |     |     | Ret |     |     |     | 0      |
| WM-Platz | Fahrer           | Motorrad | QAT | ESP | POR | CHN | FRA | ITA | CAT | GBR | NED | GER | USA | CZE | SMR | IND | JPN | AUS | MAL | VAL | Punkte |

| Farbe    | Resultat                                  |
| -------- | ----------------------------------------- |
| Gold     | Sieger                                    |
| Silber   | Zweiter                                   |
| Bronze   | Dritter                                   |
| Grün     | im Ziel mit Punkten                       |
| Blau     | im Ziel ohne Punkte                       |
| Violett  | nicht im Ziel (Ret)                       |
| Rosa     | nicht qualifiziert (DNQ)                  |
| Schwarz  | disqualifiziert (DQ)                      |
| Azurblau | Rennen wurde als Regenrennen gestartet    |
| keine    | nicht teilgenommen                        |
| keine    | nicht teilgenommen wegen Verletzung (Inj) |
| keine    | nicht an den Start gegangen (DNS)         |
| keine    | Rennen wurde annulliert (Ann.)            |
| keine    | ausgeschlossen (EX)                       |

### Konstrukteurswertung
| 1 | Yamaha   | 402 |
| 2 | Ducati   | 321 |
| 3 | Honda    | 315 |
| 4 | Suzuki   | 181 |
| 5 | Kawasaki | 88  |

### Teamwertung
| 1  | Fiat Yamaha Team        | 563 |
| 2  | Repsol Honda Team       | 404 |
| 3  | Ducati Marlboro Team    | 331 |
| 4  | Tech 3 Yamaha           | 249 |
| 5  | Rizla Suzuki MotoGP     | 248 |
| 6  | San Carlo Honda Gresini | 189 |
| 7  | JiR Team Scot MotoGP    | 174 |
| 8  | Alice Team              | 159 |
| 9  | Kawasaki Racing Team    | 112 |
| 10 | LCR Honda MotoGP        | 61  |

## 250-cm³-Klasse

### Rennergebnisse
|    | Datum  | Rennen                 | Strecke        | Platz 1                            | Platz 2                            | Platz 3                            | Pole-Position    | Schn. Rennrunde  | Gesamtführender Fahrer | Gesamtführender Konstrukteur |
| -- | ------ | ---------------------- | -------------- | ---------------------------------- | ---------------------------------- | ---------------------------------- | ---------------- | ---------------- | ---------------------- | ---------------------------- |
| 1  | 09.03. | GP von Katar           | Losail         | Mattia Pasini                      | Héctor Barberá                     | Mika Kallio                        | Alex Debón       | Alex Debón       | Mattia Pasini          | Aprilia                      |
| 2  | 30.03. | GP von Spanien         | Jerez          | Mika Kallio                        | Mattia Pasini                      | Yūki Takahashi                     | Álvaro Bautista  | Marco Simoncelli | Mattia Pasini          | Aprilia                      |
| 3  | 13.04. | GP von Portugal        | Estoril        | Álvaro Bautista                    | Marco Simoncelli                   | Mika Kallio                        | Marco Simoncelli | Álvaro Bautista  | Mika Kallio            | Aprilia                      |
| 4  | 04.05. | GP von China           | Shanghai       | Mika Kallio                        | Hiroshi Aoyama                     | Mattia Pasini                      | Álvaro Bautista  | Mika Kallio      | Mika Kallio            | Aprilia                      |
| 5  | 18.05. | GP von Frankreich      | Le Mans        | Alex Debón                         | Marco Simoncelli                   | Mattia Pasini                      | Alex Debón       | Marco Simoncelli | Mika Kallio            | Aprilia                      |
| 6  | 01.06. | GP von Italien         | Mugello        | Marco Simoncelli                   | Alex Debón                         | Thomas Lüthi                       | Héctor Barberá   | Álvaro Bautista  | Mika Kallio            | Aprilia                      |
| 7  | 08.06. | GP von Katalonien      | Barcelona      | Marco Simoncelli                   | Álvaro Bautista                    | Héctor Barberá                     | Álvaro Bautista  | Álvaro Bautista  | Mika Kallio            | Aprilia                      |
| 8  | 22.06. | GP von Großbritannien  | Donington      | Mika Kallio                        | Marco Simoncelli                   | Álvaro Bautista                    | Álvaro Bautista  | Marco Simoncelli | Mika Kallio            | Aprilia                      |
| 9  | 28.06. | 78. Dutch TT           | Assen          | Álvaro Bautista                    | Thomas Lüthi                       | Marco Simoncelli                   | Álvaro Bautista  | Álvaro Bautista  | Mika Kallio            | Aprilia                      |
| 10 | 13.07. | 72. GP von Deutschland | Sachsenring    | Marco Simoncelli                   | Héctor Barberá                     | Álvaro Bautista                    | Marco Simoncelli | Héctor Barberá   | Marco Simoncelli       | Aprilia                      |
| 11 | 17.08. | GP von Tschechien      | Brünn          | Alex Debón                         | Álvaro Bautista                    | Marco Simoncelli                   | Marco Simoncelli | Alex Debón       | Marco Simoncelli       | Aprilia                      |
| 12 | 31.08. | GP von San Marino      | Misano         | Álvaro Bautista                    | Yūki Takahashi                     | Héctor Barberá                     | Héctor Barberá   | Marco Simoncelli | Marco Simoncelli       | Aprilia                      |
| 13 | 14.09. | GP von Indianapolis    | Indianapolis   | Wegen schlechten Wetters abgesagt. | Wegen schlechten Wetters abgesagt. | Wegen schlechten Wetters abgesagt. | Marco Simoncelli | –                | Marco Simoncelli       | Aprilia                      |
| 14 | 28.09. | GP von Japan           | Motegi         | Marco Simoncelli                   | Álvaro Bautista                    | Alex Debón                         | Marco Simoncelli | Álvaro Bautista  | Marco Simoncelli       | Aprilia                      |
| 15 | 05.10. | GP von Australien      | Phillip Island | Marco Simoncelli                   | Álvaro Bautista                    | Mika Kallio                        | Marco Simoncelli | Álvaro Bautista  | Marco Simoncelli       | Aprilia                      |
| 16 | 19.10. | GP von Malaysia        | Sepang         | Álvaro Bautista                    | Hiroshi Aoyama                     | Marco Simoncelli                   | Hiroshi Aoyama   | Álvaro Bautista  | Marco Simoncelli       | Aprilia                      |
| 17 | 26.10. | GP von Valencia        | Valencia       | Marco Simoncelli                   | Yūki Takahashi                     | Álvaro Bautista                    | Marco Simoncelli | Mika Kallio      | Marco Simoncelli       | Aprilia                      |

### Teams und Fahrer
| Nr. | Fahrer               | Team                           | Motorrad | Reifen |
| --- | -------------------- | ------------------------------ | -------- | ------ |
| 4   | Hiroshi Aoyama       | Red Bull KTM 250               | KTM      | D      |
| 6   | Alex Debón           | Lotus Aprilia                  | Aprilia  | D      |
| 7   | Russell Gómez        | Blusens Aprilia                | Aprilia  | D      |
| 10  | Imre Tóth            | Team Tóth Aprilia              | Aprilia  | D      |
| 12  | Thomas Lüthi         | Emmi – Caffe Latte             | Aprilia  | D      |
| 14  | Ratthapark Wilairot  | Thai Honda PTT SAG             | Honda    | D      |
| 15  | Roberto Locatelli    | Metis Gilera                   | Gilera   | D      |
| 17  | Karel Abraham        | Cardion AB Motoracing          | Aprilia  | D      |
| 19  | Álvaro Bautista      | Mapfre Aspar Team              | Aprilia  | D      |
| 21  | Héctor Barberá       | Team Tóth Aprilia              | Aprilia  | D      |
| 25  | Alex Baldolini       | Matteoni Racing                | Aprilia  | D      |
| 27  | Stefano Bianco       | Campetella Racing              | Gilera   | D      |
| 27  | Stefano Bianco       | Team Tóth Aprilia              | Aprilia  | D      |
| 29  | Barrett Long         | Longevity Racing               | Yamaha   | D      |
| 32  | Fabrizio Lai         | Campetella Racing              | Gilera   | D      |
| 35  | Simone Grotzkyj      | Campetella Racing              | Gilera   | D      |
| 36  | Mika Kallio          | Red Bull KTM 250               | KTM      | D      |
| 38  | Kyle Ferris          | Team Infinity Replicast        | Yamaha   | D      |
| 41  | Aleix Espargaró      | Lotus Aprilia                  | Aprilia  | D      |
| 43  | Manuel Hernández jr. | Blusens Aprilia                | Aprilia  | D      |
| 45  | Doni Tata Pradita    | Yamaha Pertamina Indonesia     | Yamaha   | D      |
| 50  | Eugene Laverty       | Blusens Aprilia                | Aprilia  | D      |
| 52  | Lukáš Pešek          | Auto Kelly CP                  | Aprilia  | D      |
| 54  | Manuel Poggiali      | Campetella Racing              | Gilera   | D      |
| 55  | Héctor Faubel        | Mapfre Aspar Team              | Aprilia  | D      |
| 58  | Marco Simoncelli     | Metis Gilera                   | Gilera   | D      |
| 60  | Julián Simón         | Repsol KTM 250cc               | KTM      | D      |
| 63  | Toby Markham         | BM Groundworks                 | Yamaha   | D      |
| 64  | Frederik Watz        | Jaap Kingma Racing             | Aprilia  | D      |
| 65  | Takumi Takahashi     | Burning Blood Racing Team      | Honda    | D      |
| 66  | Shōya Tomizawa       | Project U FRS                  | Honda    | D      |
| 67  | Kazuki Watanabe      | RT Morinokumasan-Satohjuku     | Yamaha   | B      |
| 68  | Yuuki Ito            | Dog Fight Racing               | Yamaha   | D      |
| 69  | Takumi Endoh         | Ser.Spruce/Pro-Tec             | Yamaha   | D      |
| 72  | Yūki Takahashi       | JiR Team Scot 250cc            | Honda    | D      |
| 75  | Mattia Pasini        | Polaris World                  | Aprilia  | D      |
| 89  | Ho Wan Chow          | Zongshen Team of China         | Aprilia  | D      |
| 90  | Federico Sandi       | Zongshen Team of China         | Aprilia  | D      |
| 90  | Federico Sandi       | Matteoni Racing                | Aprilia  | D      |
| 91  | Sérgio Batista       | Paddock Competições            | Honda    | D      |
| 92  | Daniel Arcas         | Team Honda Merson              | Honda    | D      |
| 92  | Daniel Arcas         | Blusens Aprilia                | Aprilia  | D      |
| 93  | Alen Györfi          | Motorcycle Competition Service | Honda    | D      |
| 93  | Alen Györfi          | Team Tóth Aprilia              | Aprilia  | D      |
| 94  | Toni Wirsing         | Racing Team Germany            | Honda    | D      |

| Legende         |
| --------------- |
| Stammfahrer     |
| Wildcard-Fahrer |
| Ersatzfahrer    |

### Fahrerwertung
| 1  | Marco Simoncelli    | Gilera  | 281 |
| 2  | Álvaro Bautista     | Aprilia | 244 |
| 3  | Mika Kallio         | KTM     | 196 |
| 4  | Alex Debón          | Aprilia | 176 |
| 5  | Yūki Takahashi      | Honda   | 167 |
| 6  | Héctor Barberá      | Aprilia | 142 |
| 7  | Hiroshi Aoyama      | KTM     | 139 |
| 8  | Mattia Pasini       | Aprilia | 132 |
| 9  | Roberto Locatelli   | Gilera  | 110 |
| 10 | Julián Simón        | KTM     | 109 |
| 11 | Thomas Lüthi        | Aprilia | 108 |
| 12 | Aleix Espargaró     | Aprilia | 92  |
| 13 | Ratthapark Wilairot | Honda   | 73  |
| 14 | Héctor Faubel       | Aprilia | 64  |
| 15 | Lukáš Pešek         | Aprilia | 42  |

| 16 | Karel Abraham        | Aprilia         | 40 |
| 17 | Alex Baldolini       | Aprilia         | 35 |
| 18 | Fabrizio Lai         | Gilera          | 33 |
| 19 | Manuel Poggiali      | Gilera          | 16 |
| 20 | Imre Tóth            | Aprilia         | 9  |
| 21 | Eugene Laverty       | Aprilia         | 8  |
| 22 | Federico Sandi       | Aprilia         | 6  |
| 23 | Manuel Hernández jr. | Aprilia         | 5  |
| 24 | Simone Grotzkyj      | Gilera          | 5  |
| 25 | Toni Wirsing         | Honda           | 2  |
|    | Shōya Tomizawa       | Honda           | 2  |
|    | Daniel Arcas         | Honda / Aprilia | 2  |
| 28 | Doni Tata Pradita    | Yamaha          | 1  |

### Konstrukteurswertung
| 1 | Aprilia | 343 |
| 2 | Gilera  | 300 |
| 3 | KTM     | 245 |
| 4 | Honda   | 174 |
| 5 | Yamaha  | 1   |

## 125-cm³-Klasse

### Rennergebnisse
|    | Datum  | Rennen                 | Strecke        | Platz 1        | Platz 2        | Platz 3        | Pole-Position    | Schn. Rennrunde  | Gesamtführender Fahrer | Gesamtführender Konstrukteur |
| -- | ------ | ---------------------- | -------------- | -------------- | -------------- | -------------- | ---------------- | ---------------- | ---------------------- | ---------------------------- |
| 1  | 09.03. | GP von Katar           | Losail         | Sergio Gadea   | Joan Olivé     | Stefan Bradl   | Bradley Smith    | Scott Redding    | Sergio Gadea           | Aprilia                      |
| 2  | 30.03. | GP von Spanien         | Jerez          | Simone Corsi   | Nicolás Terol  | Bradley Smith  | Bradley Smith    | Simone Corsi     | Simone Corsi           | Aprilia                      |
| 3  | 13.04. | GP von Portugal        | Estoril        | Simone Corsi   | Joan Olivé     | Nicolás Terol  | Simone Corsi     | Simone Corsi     | Simone Corsi           | Aprilia                      |
| 4  | 04.05. | GP von China           | Shanghai       | Andrea Iannone | Mike Di Meglio | Gábor Talmácsi | Bradley Smith    | Michael Ranseder | Simone Corsi           | Aprilia                      |
| 5  | 18.05. | GP von Frankreich      | Le Mans        | Mike Di Meglio | Bradley Smith  | Nicolás Terol  | Sergio Gadea     | Mike Di Meglio   | Mike Di Meglio         | Aprilia                      |
| 6  | 01.06. | GP von Italien         | Mugello        | Simone Corsi   | Gábor Talmácsi | Pol Espargaró  | Raffaele De Rosa | Mike Di Meglio   | Mike Di Meglio         | Aprilia                      |
| 7  | 08.06. | GP von Katalonien      | Barcelona      | Mike Di Meglio | Pol Espargaró  | Gábor Talmácsi | Pol Espargaró    | Joan Olivé       | Mike Di Meglio         | Aprilia                      |
| 8  | 22.06. | GP von Großbritannien  | Donington      | Scott Redding  | Mike Di Meglio | Marc Márquez   | Simone Corsi     | Scott Redding    | Mike Di Meglio         | Aprilia                      |
| 9  | 28.06. | 78. Dutch TT           | Assen          | Gábor Talmácsi | Joan Olivé     | Simone Corsi   | Simone Corsi     | Efrén Vázquez    | Mike Di Meglio         | Aprilia                      |
| 10 | 13.07. | 72. GP von Deutschland | Sachsenring    | Mike Di Meglio | Stefan Bradl   | Gábor Talmácsi | Gábor Talmácsi   | Mike Di Meglio   | Mike Di Meglio         | Aprilia                      |
| 11 | 17.08. | GP von Tschechien      | Brünn          | Stefan Bradl   | Mike Di Meglio | Joan Olivé     | Gábor Talmácsi   | Mike Di Meglio   | Mike Di Meglio         | Aprilia                      |
| 12 | 31.08. | GP von San Marino      | Misano         | Gábor Talmácsi | Bradley Smith  | Simone Corsi   | Gábor Talmácsi   | Gábor Talmácsi   | Mike Di Meglio         | Aprilia                      |
| 13 | 14.09. | GP von Indianapolis    | Indianapolis   | Nicolás Terol  | Pol Espargaró  | Stefan Bradl   | Pol Espargaró    | Stefan Bradl     | Mike Di Meglio         | Aprilia                      |
| 14 | 28.09. | GP von Japan           | Motegi         | Stefan Bradl   | Mike Di Meglio | Gábor Talmácsi | Mike Di Meglio   | Gábor Talmácsi   | Mike Di Meglio         | Aprilia                      |
| 15 | 05.10. | GP von Australien      | Phillip Island | Mike Di Meglio | Stefan Bradl   | Gábor Talmácsi | Mike Di Meglio   | Stefan Bradl     | Mike Di Meglio         | Aprilia                      |
| 16 | 19.10. | GP von Malaysia        | Sepang         | Gábor Talmácsi | Bradley Smith  | Simone Corsi   | Andrea Iannone   | Sandro Cortese   | Mike Di Meglio         | Aprilia                      |
| 17 | 26.10. | GP von Valencia        | Valencia       | Simone Corsi   | Nicolás Terol  | Mike Di Meglio | Gábor Talmácsi   | Mike Di Meglio   | Mike Di Meglio         | Aprilia                      |

### Teams und Fahrer
| Nr. | Fahrer                    | Team                              | Motorrad | Reifen |
| --- | ------------------------- | --------------------------------- | -------- | ------ |
| 1   | Gábor Talmácsi            | Bancaja Aspar Team                | Aprilia  | D      |
| 5   | Alexis Masbou             | Loncin Racing                     | Loncin   | D      |
| 6   | Joan Olivé                | Belson Derbi                      | Derbi    | D      |
| 7   | Efrén Vázquez             | Blusens Aprilia Junior            | Aprilia  | D      |
| 8   | Lorenzo Zanetti           | ISPA KTM Aran                     | KTM      | D      |
| 11  | Sandro Cortese            | Emmi – Caffe Latte                | Aprilia  | D      |
| 12  | Esteve Rabat              | Repsol KTM 125                    | KTM      | D      |
| 13  | Dino Lombardi             | Blusens Aprilia Junior            | Aprilia  | D      |
| 14  | Axel Pons                 | Jack & Jones WRB                  | Aprilia  | D      |
| 16  | Jules Cluzel              | Loncin Racing                     | Loncin   | D      |
| 17  | Stefan Bradl              | Grizzly Gas Kiefer Racing         | Aprilia  | D      |
| 18  | Nicolás Terol             | Jack & Jones WRB                  | Aprilia  | D      |
| 19  | Roberto Lacalendola       | Matteoni Racing                   | Aprilia  | D      |
| 21  | Robin Lässer              | Grizzly Gas Kiefer Racing         | Aprilia  | D      |
| 22  | Pablo Nieto               | Onde 2000 KTM                     | KTM      | D      |
| 23  | Julián Miralles Rodríguez | Bancaja Mir CEV                   | Aprilia  | D      |
| 24  | Simone Corsi              | Jack & Jones WRB                  | Aprilia  | D      |
| 25  | Cristian Trabalón         | Alpo Atlético de Madrid           | Aprilia  | D      |
| 26  | Adrián Martín             | Bancaja Aspar Team                | Aprilia  | D      |
| 27  | Stefano Bianco            | S3+ WTR San Marino Team           | Aprilia  | D      |
| 28  | Enrique Jerez             | ISPA KTM Aran                     | KTM      | D      |
| 29  | Andrea Iannone            | I.C. Team                         | Aprilia  | D      |
| 30  | Pere Tutusaus             | Bancaja Aspar Team                | Aprilia  | D      |
| 30  | Pere Tutusaus             | Alpo Atlético de Madrid           | Aprilia  | D      |
| 31  | Jordi Dalmau              | SAG Castrol                       | Honda    | D      |
| 32  | Blake Leigh-Smith         | Leigh-Smith Racing                | Honda    | D      |
| 33  | Sergio Gadea              | Bancaja Aspar Team                | Aprilia  | D      |
| 34  | Randy Krummenacher        | Red Bull KTM 125                  | KTM      | D      |
| 35  | Raffaele De Rosa          | Onde 2000 KTM                     | KTM      | D      |
| 36  | Cyril Carrillo            | FFM Honda GP 125                  | Honda    | D      |
| 37  | Karel Pešek               | Czech Road Racing JNR.            | Aprilia  | D      |
| 38  | Bradley Smith             | Polaris World                     | Aprilia  | D      |
| 39  | Ferruccio Lamborghini     | Junior GP Racing Dream            | Aprilia  | D      |
| 40  | Lorenzo Savadori          | RCGM                              | Aprilia  | D      |
| 40  | Lorenzo Savadori          | I.C. Team                         | Aprilia  | D      |
| 41  | Tobias Siegert            | ADAC Nordbayern e. V.             | Aprilia  | D      |
| 42  | Luca Vitali               | RCGM                              | Aprilia  | D      |
| 42  | Luca Vitali               | Grizzly Gas Kiefer Racing         | Aprilia  | D      |
| 43  | Gabriele Ferro            | Metasystem RS                     | Honda    | D      |
| 44  | Pol Espargaró             | Belson Derbi                      | Derbi    | D      |
| 45  | Scott Redding             | Blusens Aprilia Junior            | Aprilia  | D      |
| 46  | Brad Gross                | Gross Racing                      | Yamaha   | D      |
| 47  | Riccardo Moretti          | CRP Racing                        | Honda    | D      |
| 48  | Bastien Chesaux           | S3+ WTR San Marino Team           | Aprilia  | D      |
| 49  | Gennaro Sabatino          | Junior GP Racing Dream            | Aprilia  | D      |
| 50  | Hiroomi Iwata             | DYDO Miu Racing                   | Honda    | D      |
| 51  | Stevie Bonsey             | Degraaf Grand Prix                | Aprilia  | D      |
| 52  | Steven Le Coquen          | Villiers Team Competition         | Honda    | D      |
| 53  | Valentin Debise           | Racing Motoclub Circuit D'Albi    | KTM      | D      |
| 54  | P. J. Jacobsen            | Bancaja Aspar Team                | Aprilia  | D      |
| 56  | Hugo van den Berg         | Degraaf Grand Prix                | Aprilia  | D      |
| 57  | Iori Namihira             | Honda Suzuka Racing               | Honda    | D      |
| 58  | Yuuchi Yanagisawa         | 18 Garage Racing                  | Honda    | D      |
| 59  | Hiroki Ono                | Battle Factory                    | Honda    | D      |
| 60  | Michael Ranseder          | I.C. Team                         | Aprilia  | D      |
| 61  | Gioele Pellino            | Loncin Racing                     | Loncin   | D      |
| 62  | Kazuma Watanabe           | Team Plus One                     | Honda    | D      |
| 63  | Mike Di Meglio            | Ajo Motorsport                    | Derbi    | D      |
| 64  | Matthew Hoyle             | SP 125 Racing/Mackrory Demolition | Honda    | D      |
| 65  | Luke Hinton               | Buildbase/Knotts                  | Honda    | D      |
| 66  | Connor Behan              | Connor Behan Racing               | Honda    | D      |
| 67  | Lee Costello              | Vent-Axia                         | Honda    | D      |
| 68  | Paul Jordan               | KRP                               | Honda    | D      |
| 69  | Louis Rossi               | FFM Honda GP 125                  | Honda    | D      |
| 70  | Rhys Moller               | Rhys Moller Racing                | Honda    | D      |
| 71  | Tomoyoshi Koyama          | ISPA KTM Aran                     | KTM      | D      |
| 71  | Tomoyoshi Koyama          | Red Bull KTM 125                  | KTM      | D      |
| 72  | Marco Ravaioli            | Matteoni Racing                   | Aprilia  | D      |
| 73  | Takaaki Nakagami          | I.C. Team                         | Aprilia  | D      |
| 74  | Davide Stirpe             | ISPA KTM Aran                     | KTM      | D      |
| 75  | Ricard Cardús             | Andalucía Derbi                   | Derbi    | D      |
| 76  | Ivan Maestro              | Alpo Atlético de Madrid           | Honda    | D      |
| 76  | Ivan Maestro              | Hune Matteoni                     | Aprilia  | D      |
| 77  | Dominique Aegerter        | Ajo Motorsport                    | Derbi    | D      |
| 78  | Daniel Saez               | Gaviota Prosolia Racing           | Aprilia  | D      |
| 79  | Alberto Moncayo           | Andalucía Derbi                   | Derbi    | D      |
| 80  | Joey Litjens              | Abbink Bos Racing                 | Seel     | D      |
| 81  | Jasper Iwema              | Abbink Bos Racing                 | Seel     | D      |
| 82  | Michael van der Mark      | Dutch Racing Team                 | Honda    | D      |
| 83  | Jerry van de Bunt         | Degraaf Grand Prix                | Aprilia  | D      |
| 84  | Robert Gull               | Ajo Motorsports Jnr. Project      | Derbi    | D      |
| 85  | Marvin Fritz              | Kiefer Bos Sotin Jnr. Team        | Seel     | D      |
| 86  | Eric Hübsch               | Team Sachsenring                  | Aprilia  | D      |
| 87  | Marcel Schrötter          | Toni Mang Team                    | Honda    | D      |
| 88  | Sebastian Kreuziger       | RZT-Racing                        | Honda    | D      |
| 89  | Ernst Dubbink             | RV Racing Team                    | Honda    | D      |
| 90  | Kristian Lee Turner       | Veloce Racing                     | Aprilia  | D      |
| 91  | Jed Metcher               | Angelo’s Aluminium Racing         | Honda    | D      |
| 92  | Jake Horne                | Team Anchor Yamaha                | Honda    | D      |
| 93  | Marc Márquez              | Repsol KTM 125cc                  | KTM      | D      |
| 94  | Jonas Folger              | Red Bull MotoGP Academy           | KTM      | D      |
| 94  | Jonas Folger              | Red Bull KTM 125                  | KTM      | D      |
| 95  | Robert Mureșan            | Grizzly Gas Kiefer Racing         | Aprilia  | D      |
| 96  | Lukáš Šembera             | Matteoni Racing                   | Aprilia  | D      |
| 97  | Michal Prašek             | Roha'c & Fetja Motoracing         | Aprilia  | D      |
| 98  | Andrea Toušková           | Eurowag Junior Racing             | Honda    | D      |
| 99  | Danny Webb                | Degraaf Grand Prix                | Aprilia  | D      |

| Legende         |
| --------------- |
| Stammfahrer     |
| Wildcard-Fahrer |
| Ersatzfahrer    |

### Fahrerwertung
| 1  | Mike Di Meglio     | Derbi   | 264 |
| 2  | Simone Corsi       | Aprilia | 225 |
| 3  | Gábor Talmácsi     | Aprilia | 206 |
| 4  | Stefan Bradl       | Aprilia | 187 |
| 5  | Nicolás Terol      | Aprilia | 176 |
| 6  | Bradley Smith      | Aprilia | 150 |
| 7  | Joan Olivé         | Derbi   | 142 |
| 8  | Sandro Cortese     | Aprilia | 141 |
| 9  | Pol Espargaró      | Derbi   | 124 |
| 10 | Andrea Iannone     | Aprilia | 106 |
| 11 | Scott Redding      | Aprilia | 105 |
| 12 | Sergio Gadea       | Aprilia | 83  |
| 13 | Marc Márquez       | KTM     | 63  |
| 14 | Esteve Rabat       | KTM     | 49  |
| 15 | Stevie Bonsey      | Aprilia | 46  |
| 16 | Dominique Aegerter | Derbi   | 45  |
| 17 | Tomoyoshi Koyama   | KTM     | 41  |
| 18 | Raffaele De Rosa   | KTM     | 37  |

| 19. | Danny Webb         | Aprilia | 35 |
| 20. | Efrén Vázquez      | Aprilia | 31 |
| 21. | Pablo Nieto        | KTM     | 25 |
| 22. | Lorenzo Zanetti    | KTM     | 22 |
| 23. | Michael Ranseder   | Aprilia | 22 |
| 24. | Takaaki Nakagami   | Aprilia | 12 |
| 25. | Randy Krummenacher | KTM     | 10 |
| 26. | Pere Tutusaus      | Aprilia | 9  |
| 27. | Stefano Bianco     | Aprilia | 8  |
| 28. | Alexis Masbou      | Loncin  | 4  |
| 29. | Marcel Schrötter   | Honda   | 3  |
|     | Lorenzo Savadori   | Aprilia | 3  |
| 31. | Robin Lässer       | Aprilia | 2  |
| 32. | Hugo van den Berg  | Aprilia | 1  |
|     | Jonas Folger       | KTM     | 1  |
|     | Adrián Martín      | Aprilia | 1  |
|     | Enrique Jerez      | KTM     | 1  |

### Konstrukteurswertung
| 1 | Aprilia | 401 |
| 2 | Derbi   | 319 |
| 3 | KTM     | 123 |
| 4 | Loncin  | 4   |
| 5 | Honda   | 3   |